# Liste der Universitäten und Hochschulen in der Slowakei

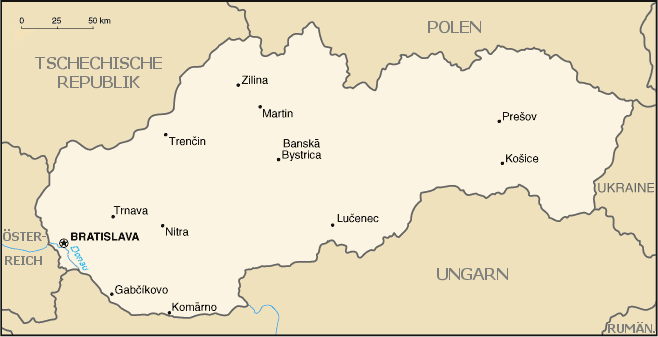
Karte der Slowakischen Republik

Die Slowakei verfügt zurzeit über 23 Hochschulen in staatlicher Trägerschaft.
Das slowakische Hochschulgesetz unterscheidet öffentliche Hochschulen, staatliche Hochschulen und private Hochschulen. Öffentliche Hochschulen sind öffentlichrechtliche Institutionen mit einer Selbstverwaltung. Staatliche Hochschulen sind militärische Hochschulen, Hochschulen der Polizei und Medizinische Hochschulen. Weiter werden die Hochschulen nach ihrer Art in universitäre und nichtuniversitäre Hochschulen geteilt.

## Liste der Hochschulen
Die Universitäten und Hochschulen in staatlicher Trägerschaft sind:

### Öffentliche Hochschulen
| Universität                                       | Gründungsjahr | Studentenzahl |
| ------------------------------------------------- | ------------- | ------------- |
| Matej-Bel-Universität Banská Bystrica             | 1992          |               |
| Kunstakademie Banská Bystrica                     | 1997          |               |
| Slowakische Technische Universität Bratislava     | 1937          |               |
| Comenius-Universität Bratislava                   | 1919          |               |
| Wirtschaftsuniversität Bratislava                 | 1940          |               |
| Hochschule für Musische Künste Bratislava         | 1949          |               |
| Hochschule für Bildende Künste Bratislava         | 1949          |               |
| Technische Universität Košice                     | 1952          |               |
| Veterinärmedizinische Universität Košice          | 1949          |               |
| Pavol-Jozef-Šafárik-Universität Košice            | 1660          |               |
| J.-Selye-Universität Komárno                      | 2003          |               |
| Philosoph Konstantin-Universität Nitra            | 1996          |               |
| Slowakische Landwirtschaftliche Universität Nitra | 1952          |               |
| Universität Prešov                                | 1996          |               |
| Katholische Universität Ružomberok                | 2000          |               |
| Universität Trnava                                | 1992          |               |
| Universität St. Kyrill und Method Trnava          | 1993          |               |
| Alexander-Dubček-Universität Trenčín              | 1997          |               |
| Universität Žilina                                | 1953          |               |
| Technische Universität Zvolen                     | 1762          |               |

### Staatliche Hochschulen
| Universität                                          | Gründungsjahr | Studentenzahl |
| ---------------------------------------------------- | ------------- | ------------- |
| Akademie des Polizeikorps Bratislava                 | 1992          |               |
| Slowakische Medizinische Universität Bratislava      | 2002          |               |
| Štefánik-Akademie der Streitkräfte Liptovský Mikuláš | 2004          |               |

## Liste der privaten Hochschulen
| Hochschule                                                                              |
| --------------------------------------------------------------------------------------- |
| Hochschule für internationale und öffentliche Beziehungen Prag                          |
| Hochschule für die Wirtschaft und das Management der öffentlichen Verwaltung Bratislava |
| Bratislava International School of Liberal Arts (BISLA)                                 |
| Hochschule für das Gesundheitswesen und Sozialarbeit St. Elisabeth Bratislava           |
| DTI-Universität (DTI-University)                                                        |
| Sicherheitsmanagementhochschule Košice                                                  |
| Hochschule für internationale Unternehmenstätigkeit ISM Slovakia Prešov                 |
| Mitteleuropäische Hochschule Skalica                                                    |
| Hochschule Sládkovičovo                                                                 |
| Managementhochschule Trenčín                                                            |
| Ján Albrecht Musik und Kunst Akademie Banská Štiavnica                                  |
| Paneuropäische Hochschule                                                               |